# Herold (Allemagne)
Pour les articles homonymes, voir Herold.
Herold est une municipalité du Verbandsgemeinde Katzenelnbogen, dans l'arrondissement de Rhin-Lahn, en Rhénanie-Palatinat, dans l'ouest de l'Allemagne.